# Michael Hicks (baloncestista de 1976)
Michael Taylor Hicks ( Panamá, 4 de agosto de 1976) es un jugador de baloncesto panameño. Con 1,95 metros de estatura, su puesto natural en la cancha es el de alero. Actualmente juega en Titanes de Barranquilla de la Liga Profesional de Baloncesto de Colombia.

## Carrera universitaria
Michael Hicks empezó su carrera universitaria en Bacone Junior College jugando por dos años, para luego terminar en Universidad de Texas.

### Universidades
| Club                  | País           | Clase     | Año         |
| --------------------- | -------------- | --------- | ----------- |
| Bacone Junior College | Estados Unidos | Freshman  | 1997 - 1998 |
| Bacone Junior College | Estados Unidos | Sophomore | 1998 - 1999 |
| Universidad de Texas  | Estados Unidos | Junior    | 2000 - 2000 |
| Universidad de Texas  | Estados Unidos | Senior    | 2001 - 2002 |

## Carrera profesional

### San Martín
El 3 de mayo del 2018 se confirma su llegada temporal en reemplazo de Leonardo Mainoldi, jugador argentino que había sufrido inicialmente una hernia de disco, pero se analizaba su posible intervención quirúrgica. Al momento de llegar San Martín de Corrientes se había clasificado a los Playoff de la Liga Nacional de Básquet 2017-18, siendo su primer partido contra Boca Juniors.

### Clubes
Actualizado al 30 de octubre de 2022

| Club                       | País        | Año         |
| -------------------------- | ----------- | ----------- |
| Caimanes de Río Abajo      | Panamá      | 2001        |
| Roseto Basket              | Italia      | 2001 - 2002 |
| Caimanes de Río Abajo      | Panamá      | 2002        |
| Andrea Costa Imola         | Italia      | 2002 - 2003 |
| Toros de Chorrillo         | Panamá      | 2003        |
| Pallalcesto Udine          | Italia      | 2003 - 2004 |
| RB Montecatini             | Italia      | 2004 - 2005 |
| Andrea Costa Imola         | Italia      | 2005 - 2006 |
| Canguros de Parque Lefevre | Panamá      | 2006        |
| Victoria Libertas Pesaro   | Italia      | 2006 - 2007 |
| Caciques de Humacao        | Puerto Rico | 2007        |
| Victoria Libertas Pesaro   | Italia      | 2007 - 2010 |
| Basket Barcellona          | Italia      | 2010 - 2012 |
| Pistoia Basket             | Italia      | 2012 - 2013 |
| Caquetíos de Falcón        | Venezuela   | 2013        |
| Halcones Xalapa            | México      | 2013 - 2014 |
| Piratas de Quebradillas    | Puerto Rico | 2014        |
| Hebraica y Macabi          | Uruguay     | 2014 - 2016 |
| Toros de Chorrillo         | Panamá      | 2016        |
| Hebraica y Macabi          | Uruguay     | 2016 - 2017 |
| Marinos de Anzoátegui      | Venezuela   | 2017        |
| Hebraica y Macabi          | Uruguay     | 2017 - 2018 |
| Universitarios del West    | Panamá      | 2018        |
| San Martín de Corrientes   | Argentina   | 2018 - 2019 |
| Olimpia Kings              | Paraguay    | 2019        |
| Sol de América             | Paraguay    | 2019        |
| Malvin                     | Uruguay     | 2019 - 2020 |
| Caballos de Coclé          | Panamá      | 2021        |
| Correcaminos de Colón      | Panamá      | 2021        |
| Titanes de Barranquilla    | Colombia    | 2022        |
| Caballos de Coclé          | Panamá      | 2022        |